# NGC 6944
NGC 6944 ist eine elliptische Galaxie vom Hubble-Typ E/S0 im Sternbild Delphinus am Nordsternhimmel. Sie ist schätzungsweise 205 Millionen Lichtjahre von der Milchstraße entfernt und hat einen Durchmesser von etwa 90.000 Lichtjahren. Möglicherweise bildet sie mit PGC 65108 (NGC 6944A) ein gravitativ gebundenes Galaxienpaar.
Das Objekt wurde am 15. August 1863 von Albert Marth entdeckt.